# دهستان کورتو
دهستان کورتو (به لاتین: Kurtoe Gewog) یک دهستان در کشور بوتان است که در ناحیهٔ لهونتسه واقع شده‌است.